# Ekvidistanca
Ekvidistanca je visinska razlika između dvije susjedne osnovne izohipse. Za jednu kartu, ekvidistanca je konstantna vrijednost. 
Vrijednost ekvidistance zavisi o tipa terena koji je prikazan kartom. Ako je teren ravničarski, s malim rasponom visina, ekvidistanca će biti manja, kako bi se što bolje prikazao izgled reljefa. S druge strane, ako je teren brdovit i s velikim rasponom visina, vrijednost ekvidistance bit će veća, kako karta ne bi bila opterećena.
Također, vrijednost ekvidistance ovisi i o razmjeru karte. Na kartama krupnijih razmjera (onim koje prikazuju manje površine terena), vrijednost ekvidistance bit će manja jer je na malim terenima raspon visina obično mali. Međutim, na kartama sitnih razmjera, koje prikazuju velike površine Zemlje, ekvidistanca mora imati veću vrijednost, kako karta ne bi bila opterećena izohipsama.